# Hamburger Rugby-Verband
Der Hamburger Rugby-Verband (kurz HHRV) ist die Dachorganisation der Rugby-Vereine in und um Hamburg. Der HHRV ist Fachverband im Hamburger Sportbund und Landesverband im Deutschen Rugby-Verband (DRV).

## Geschichte

### Jahrhundertwende bis 1925
Als in der zweiten Hälfte des 19. Jahrhunderts die Begeisterung für das englische Fußballspiel langsam auch die deutsche Jugend ergriff, wandten sich in vielen Städten (z. B. Stuttgart, Heidelberg, Hannover) die ersten Pioniere dem Fußball nach den Regeln der Rugby-Schule zu. Auch in der Hansestadt reichen die Wurzeln des Rugybsports bis in das 19. Jahrhundert zurück. So sind die ersten Rugbyaktivitäten in Hamburg aus den achtziger Jahren des 19. Jahrhunderts verbürgt. Und auch zu Beginn des 20. Jahrhunderts wurden diese Partien fortgesetzt. So empfang der damalige Hamburger Rugby-Club im Jahre 1913 den FC 1897 Hannover (3:11). Der Hamburger SV (seit 1925) und die SV Polizei (1924 bis 2005) waren die ersten längerfristig aktiven Vereine, die teilweise noch heute aktiv sind.

### Die Zeit bis zum Zweiten Weltkrieg
So dauerte es dann bis zur Spielzeit 1935/1936, dass erstmals eine regionale Meisterschaft ausgetragen wurde. Um die damalige „Nordmarkmeisterschaft“ kämpften zahlreiche Vereine aus Hamburg, aber auch aus anderen norddeutschen Städten wie Wilhelmshaven, Lüneburg und Kiel. Erster Titelträger wurde die Mannschaft der Kriegsmarine Kiel. Hamburger Rekordmeister ist aber die 1933 gegründete Rugbymannschaft des FC St. Pauli mit insgesamt 33 Titeln in der Zeit von 1937 bis 1996.

### 1945 bis in die 1960er Jahre – Gründerjahre
Der Wiederbeginn nach dem Weltkrieg war schwierig, verlief jedoch – auch mit Hilfe eines intensiven Spielverkehrs mit Mannschaften der britischen Besatzungstruppen – so positiv, dass im Jahre 1952 der Hamburger Rugby-Verband begründet werden konnte. Bis dahin war Rugby als besondere Sparte des Hamburger Fußball-Verband organisiert. Zu den Gründungsmitgliedern gehörten zahlreiche Vereine der Hamburger Sportszene: FC St. Pauli, Hamburger Rugby-Club, HSV, SV Polizei Hamburg, ASK, Eimsbütteler TV, Altona 93, SV St. Georg, Fichte Langenhorn, Uhlenhorster Hockeyclub.

### Seit den 1970er Jahren – Gründung der Bundesliga
Mit der Einführung der Rugby-Bundesliga im Jahre 1971 mit dem Gründungsmitglied FC St. Pauli begann eine Reihe von Strukturreformen im deutschen Rugby, in deren Verlauf das Hamburger Rugby seine Erstklassigkeit verloren hat. Nur kurzfristig konnten sich Hamburger Vereine in der ersten Liga behaupten: FC St. Pauli (1971 bis 1975 sowie 1988 bis 1990), SV Polizei (1972/73), HSV (1978/79). Nationale Titel konnten mit Ausnahme der Ligapokalgewinne des FC St. Pauli (1991 und 2002) nicht errungen werden. Nach der jüngsten Ligareform spielen seit der Saison 2012/13 der FC St. Pauli und der Hamburger Rugby-Club in der 1. Bundesliga (Nord). Erfolgreich hat sich auch das Hamburger Frauenrugby entwickelt. Die 1989 gegründete Frauenmannschaft des FC St. Pauli hat allein zwischen 1995 und 2012 acht Meistertitel errungen. Mehr als 20 Nationalspielerinnen sind aus diesem Team hervorgegangen. Zudem hat der Verein eine U16-Mädchenmannschaft etabliert. Mit dem FC St. Pauli (rund 600 Mitglieder) beherbergt der HHRV den größten Rugbyverein Deutschlands.
2006 dann ein weiterer Meilenstein: Der HHRV übernahm von der Stadt Hamburg die alleinigen Nutzungsrechte für die Rugby-Arena Stadtpark. Unter dem Dach des Hamburger Rugby-Verbandes organisiert dieser gemeinsam mit dem ihm angeschlossenen Vereinen den sportlichen und administrativen Ablauf in der Rugby-Arena Saarlandstraße im Hamburger Stadtpark. Nach weiteren Verhandlungen mit der Stadt Hamburg kann der HHRV seinen Vereinen noch den Rugbyplatz Barmwisch in Hamburg-Bramfeld und den Trainingsplatz „Am Bären“ am Südring im Hamburger Stadtpark anbieten.
Nach über 44 Jahren organisierte der Hamburger Rugby-Verband am 6. April 2013 das Länderspiel zwischen Deutschland und Schweden und gab vor mehr als 3500 Zuschauern eine erfolgreiche Bewerbung für künftige Rugby-Länderspiele ab. Im selben Jahr gab es in Israel ein internationales Jugendtreffen zwischen der U18-Auswahl des HHRV und des Kibbutz Yizre'el Rugby Club, das der Hamburger Senat finanziell bezuschusst hatte. Ebenso unterstützte der Hamburger Senat die Besuche des israelischen Vereins mit seinem Herren- und Jugendteam in der Hansestadt in den Jahren 2005, 2008 und 2012.

## Organisation und Struktur

### Mitglieder
Der Verband hat rund 1200 Mitglieder in fünf Vereinen. (Stand: September 2018)
|                                          | PLZ   | Ort     |
| ---------------------------------------- | ----- | ------- |
| FC St. Pauli                             | 20359 | Hamburg |
| Hamburger Rugby-Club                     | 22083 | Hamburg |
| HSV                                      | 22525 | Hamburg |
| Hamburg Exiles RFC                       | 22303 | Hamburg |
| Eimsbüttler Koalas (im ETV)              | 20144 | Hamburg |
| Touch Hamburg (Touch Rugby)              | 20251 | Hamburg |
| Hamburg Dockers Australian Football Club | 22145 | Hamburg |

### Präsidium
- 1. Vorsitzender: Nils Zurawski, FC St. Pauli
- 2. Vorsitzender: Ralph Paukstat, FC St Pauli
- Vorsitzender Finanzen: Christian Haller, FC St Pauli
- Referent Schriftwesen: Tjark Bikker, Hamburg Exiles RFC
- Jugendwart: Marco Schünemann, FC St Pauli
- Referent Aus- und Fortbildung: Nils Zurawski (komm.)
- Referent Schiedsrichter- und Sportwesen: Dietmar Scharmann, Hamburger RC
- Referentin Frauenrugby: Anja Menschel, FC St Pauli
- Pressereferent: Matthias Hase, Hamburger RC
- Ehrenpräsident: Horst Jahnke, Hamburger RC

## Spielbetrieb
(Quelle:)

### Vereine in 15er-Ligen
| Bezeichnung        | Vereine                                                    |
| ------------------ | ---------------------------------------------------------- |
| 1. Bundesliga      | FC St. Pauli & Hamburger RC                                |
| Regionalliga Nord  | FC St. Pauli II, Hamburger RC II, Hamburg Exiles RFC       |
| Verbandsliga Nord  | FC St. Pauli III & SG HSV/Hamburger RC III                 |
| DRJ-Liga U18       | FC St. Pauli & Hamburger RC als SG Hansa                   |
| DRJ-Liga U16       | FC St. Pauli & Hamburger RC (als SG Hansa)                 |
| U14                | FC St. Paul & Hamburger RC                                 |
| Nordserie U6 - U12 | FC St. Pauli, Hamburger RC, Eimsbüttler Koalas (im ETV)    |
| AFL Germany        | Hamburg Dockers Australian Football Club (Männer & Frauen) |

### Vereine in 7er-Ligen
| Bezeichnung                   | Vereine                     |
| ----------------------------- | --------------------------- |
| Deutsche 7er-Liga Frauen Nord | FC St. Pauli & Hamburger RC |

## Veranstaltungen

### Hamburger Rugby-Feriencamp als Ferienpassaktion
Im Rahmen der Ferienpassaktion der Hansestadt veranstaltet der Hamburger Rugby-Verband seit 2011 ein Rugby-Feriencamp im Hamburger Stadtpark, an dem in den Sommerferien 2014 mehr als 70 Kinder teilgenommen haben. Zudem sind Vertreter des HHRV maßgeblich mit der Organisation der „Sport-Rallye“ anlässlich des 100. Jubiläums des Hamburger Stadtparks in Zusammenarbeit mit dem Stadtparkverein, der Behörde für Stadtentwicklung und Umwelt (BSU), dem Sportamt Hamburg sowie den umliegenden Vereinen betreut.